# The Chronological Classics: Ella Fitzgerald 1935-1937
The Chronological Classics: Ella Fitzgerald 1935-1937 è un album discografico di raccolta della cantante jazz statunitense Ella Fitzgerald, pubblicato dall'etichetta discografica francese Classics Records nel 1990.

## Tracce
1. I'll Chase the Blues Away – 2:32 (Ken Harrison, Edgar Sampson) – Registrato il 12 giugno 1935 a New York
2. Love and Kisses – 3:17 (Sonny Curtis) – Registrato il 12 giugno 1935 a New York
3. Rhythm and Romance – 3:04 (George Whiting, Nat Schwartz, Jay Cee Johnson) – Registrato il 12 ottobre 1935 a New York
4. I'll Chase the Blues Away – 2:44 (Ken Harrison, Edgar Sampson) – Registrato il 12 ottobre 1935 a New York
5. My Melancholy Baby – 2:58 (George A. Norton, Ernie Burnett) – Registrato il 17 marzo 1936 a New York
6. All My Life – 3:11 (Sidney D. Mitchell, Sam Stept) – Registrato il 17 marzo 1936 a New York
7. Crying My Heart Out for You – 3:04 (Claude Hopkins, Jay Cee Johnson) – Registrato il 7 aprile 1936 a New York
8. Under the Spell of the Blues – 3:02 (Ken Harrison, Edgar Sampson) – Registrato il 7 aprile 1936 a New York
9. When I Get Low High – 2:27 (Marion Sunshine) – Registrato il 7 aprile 1936 a New York
10. Sing Me a Swing Song (And Let Me Dance) – 2:58 (Stanley Adams, Hoagy Carmichael) – Registrato il 2 giugno 1936 a New York
11. A Little Bit Later On – 3:01 (Al Neiburg, Jerry Levinson) – Registrato il 2 giugno 1936 a New York
12. Love You're Just a Laugh – 3:07 (Nat Gardner, Sammy Cahn, Saul Chaplin) – Registrato il 2 giugno 1936 a New York
13. Devoting My Time to You – 2:24 (Chick Webb, Corky Williams) – Registrato il 2 giugno 1936 a New York
14. You'll Have to Swing It – 2:58 (Sam Coslow) – Registrato il 29 ottobre 1936 a New York
15. Swingin' on the Reservation – 3:05 (Wayman Carver, Chick Webb) – Registrato il 29 ottobre 1936 a New York
16. I Got the Spring Fever Blues – 3:01 (Sue Werner,  Kay Werner, Dave Bauer) – Registrato il 29 ottobre 1936 a New York
17. Vote for Mr. Rhythm – 2:28 (Leo Robin, Ralph Rainger, Al Siegel) – Registrato il 29 ottobre 1936 a New York
18. Goodnight My Love – 3:08 (Harry Revel, Mack Gordon) – Registrato il 5 novembre 1936 a New York
19. Oh, Yes, Take Another Guess – 2:28 (Charles Newman, Al Sherman, Murray Mencher) – Registrato il 5 novembre 1936 a New York
20. Did You Mean It – 2:19 (Jesse Greer, Mort Dixon) – Registrato il 5 novembre 1936 a New York
21. My Last Affair – 3:02 (Haven Johnson) – Registrato il 18 novembre 1936 a New York
22. Organ Grinder's Swing – 2:40 (Mitchell Parish, Irving Mills, Will Hudson) – Registrato il 18 novembre 1936 a New York
23. Shine – 2:54 (Cecil Mack, Lew Brown, Ford Dabney) – Registrato il 19 novembre 1936 a New York
24. Darktown Strutters Ball – 2:57 (Shelton Brooks) – Registrato il 19 novembre 1936 a New York
25. Take Another Guess – 2:43 (Charles Newman, Al Sherman, Murray Mencher) – Registrato il 14 gennaio 1937 a New York

## Musicisti
I'll Chase the Blues Away / Love and Kisses / Rhythm and Romance / I'll Chase the Blues Away
(Chick Webb and His Orchestra)
- Ella Fitzgerald - voce
- Chick Webb - batteria, direttore orchestra
- Mario Bauza - tromba
- Reunald Jones - tromba
- Taft Jordan - tromba
- Sandy Williams - trombone
- Claude Jones - trombone
- Pete Clark - sassofono alto
- Edgar Sampson - sassofono alto, arrangiamenti
- Elmer Williams - sassofono tenore
- Don Kirkpatrick - pianoforte
- John Trueheart - banjo, chitarra
- John Kirby - contrabbasso

My Melancholy Baby / All My Life
(Teddy Wilson and His Orchestra)
- Ella Fitzgerald - voce
- Teddy Wilson - pianoforte, direttore orchestra
- Frank Newton - tromba
- Benny Morton - trombone
- Jerry Blake - clarinetto, sassofono alto
- Ted McRae - sassofono tenore
- John Trueheart - chitarra
- Lenny Stanfield - contrabbasso
- Cozy Cole - batteria

Crying My Heart Out for You / Under the Spell of the Blues / When I Get Low High / Sing Me a Swing Song (And Let Me Dance) / A Little Bit Later On / Love You're Just a Laugh / Devoting My Time to You
(Chick Webb and His Orchestra)
- Ella Fitzgerald - voce
- Chick Webb - batteria, direttore orchestra
- Mario Bauza - tromba
- Bobby Stark - tromba
- Taft Jordan - tromba
- Sandy Williams - trombone
- Claude Jones - trombone
- Pete Clark - clarinetto, sassofono alto
- Edgar Sampson - sassofono alto, arrangiamenti
- Ted McRae - clarinetto, sassofono tenore
- Wayman Carver - sassofono tenore, flauto
- Don Kirkpatrick - pianoforte
- John Trueheart - chitarra
- Bill Thomas - contrabbasso

You'll Have to Swing It / Swingin' on the Reservation / I Got the Spring Fever Blues / Vote for Mr. Rhythm
(Chick Webb and His Orchestra)
- Ella Fitzgerald - voce
- Chick Webb - batteria, direttore orchestra
- Mario Bauza - tromba
- Bobby Stark - tromba
- Taft Jordan - tromba
- Sandy Williams - trombone
- Claude Jones - trombone
- Pete Clark - clarinetto, sassofono alto
- Luis Jordan - sassofono alto, v
- Ted McRae - clarinetto, sassofono tenore
- Wayman Carver - sassofono tenore, flauto
- Tommy Fulford - pianoforte
- John Trueheart - chitarra
- Beverley Peer - contrabbasso

Goodnight My Love / Take Another Guess / Did You Mean It
(Benny Goodman and His Orchestra)
- Ella Fitzgerald - voce
- Benny Goodman - clarinetto, direttore orchestra
- Gordon Griffin - tromba
- Ziggy Elman - tromba
- Red Ballard - trombone
- Murray McEachern - trombone
- Hymie Schertzer - sassofono alto
- Bill DePew - sassofono alto
- Arthur Rollini - sassofono tenore
- Vido Musso - sassofono tenore
- Jess Stacy - pianoforte
- Allan Reuss - chitarra
- Harry Goodman - contrabbasso
- Gene Krupa - batteria
- Fletcher Henderson - arrangiamenti
- Jimmy Mundy - arrangiamenti

My Last Affair / Organ Grinder's Swing / Shine / Darktown Strutters Ball
(Ella Fitzgerald and Her Savoy Eight)
- Ella Fitzgerald - voce, direttrice orchestra
- Taft Jordan - tromba
- Sandy Williams - trombone
- Pete Clark - clarinetto
- Teddy McRae - sassofono tenore, sassofono baritono
- Tommy Fulford - pianoforte
- John Trueheart - chitarra
- Beverley Peer - contrabbasso
- Chick Webb - batteria

Take Another Guess
(Chick Webb and His Orchestra)
- Ella Fitzgerald - voce
- Chick Webb - batteria, direttore orchestra
- Mario Bauza - tromba
- Bobby Stark - tromba
- Taft Jordan - tromba
- Sandy Williams - trombone
- Claude Jones - trombone
- Pete Clark - clarinetto, sassofono alto
- Luis Jordan - sassofono alto, v
- Ted McRae - clarinetto, sassofono tenore
- Wayman Carver - sassofono tenore, flauto
- Tommy Fulford - pianoforte
- John Trueheart - chitarra
- Beverley Peer - contrabbasso[2]